# カラ・アルスラン
カラ・アルスランは、モンゴル帝国に仕えたウイグル人将軍の一人。
『元史』には立伝されていないが、『至正集』巻49碑志大元贈光禄大夫江浙等処行中書省平章政事柱国追封趙国公阿塔海牙公神道碑銘にその事蹟が記される。『新元史』には阿塔海牙公神道碑銘を元にした列伝が記されている。

## 概要
カラ・アルスランは高昌に住まうウイグル人の出で、父のウルン・アルスランは「巨室」を意味する「都大」という称号を有しており、カラ・アルスランもこれを受け継いだ。
13世紀初頭にチンギス・カンが勃興しモンゴル高原を統一すると、モンゴルによって滅ぼされたメルキト部の残党が天山ウイグル王国領の境界にも現れ、中央アジア動静は急速に変動しつつあった。そこでウイグル国王（イディクート）のバルチュク・アルト・テギンは宗主国の西遼を見限ってモンゴル帝国に服属すべく、カラ・アルスランと4人の使者をチンギス・カンの下に派遣した。カラ・アルスランらを謁見したチンギス・カンは「汝が言うように天山ウイグル王が友好関係を結びたいというのなら、汝の主自らが貢ぎ物を持って訪れるよう告げよ」と述べたという。カラ・アルスランの報告を受けたバルチュクは自ら貢ぎ物を持ってチンギス・カンの下に参上したため、これによって天山ウイグル王国はモンゴル帝国の傘下に入ることを認められた。
その後、カラ・アルスランはチンギス・カンに引き留められてケシクテイ（宿衛）に入隊し、最後は柳城で亡くなった。死後に資善大夫・湖広等処行中書省右丞・上護軍・范陽郡公に追贈されている。燕帖你という妻がおり、その間に生まれたアタカヤが後を継いだ。
アタカヤもまた父同様にケシクテイ（宿衛）に務めた後、塔山屯田打捕提挙に任命されるも就任せず、71歳にして京師で亡くなった。アタカヤにはアルスラン・カヤとサイン・カヤという息子がおり、サイン・カヤは同僉宣徽院事とされたが、早くに亡くなった。
アルスラン・カヤは父のアタカヤが亡くなった時既に南台御史の地位を得ており、ジャヤガトゥ・カアン（文宗トク・テムル）の治世で重用された。アルスラン・カヤには都水少監のモンカン（忙歓）とオルク・カヤ（月禄海牙）という息子がおり、さらにモンカンには宝哥と宝山という息子がいていずれもケシクテイ（宿衛）に入隊していたという。